# Lieova závorka
Lieova závorka je operátor, který přiřazuje kterýmkoliv dvěma vektorovým polím X a Y na hladké varietě M, třetí vektorové pole označované [X, Y]. Lieova závorka vystihuje nekomutativitu toků generovanými těmito poli.
Lieova závorka [X, Y] je derivace vektorového pole Y podél toku vytvořeného polem X. Zobecněním Lieovy závorky je derivace, která umožňuje diferenciaci jakéhokoli tenzorového pole podél toku vytvořeného X. Lieova závorka [X, Y] se rovná Lieově derivaci vektoru Y (která je tenzorovým polem) podél X, a je označována:
{\displaystyle [X,Y]={\mathcal {L}}_{X}Y} čteme: Lieova derivace Y podél X.
Každé vektorové pole X na hladké varietě M může být považováno za diferenciální operátor působící na hladké funkce na M. Ve skutečnosti, každé hladké vektorové pole X se stává derivací hladkých funkcí C∞(M) pokud definujeme X(f) jako element C∞(M)
Lieova závorka [X, Y] dvou hladkých vektorových polí X a Y je hladké vektorové pole [X, Y], takové že platí:
{\displaystyle [X,Y](f)=X(Y(f))-Y(X(f))\;\;{\text{  pro každou }}f\in C^{\infty }(M).}

## Vlastnosti Lieovy závorky
- {\displaystyle [X,Y]=-[Y,X]\,} To je antisymetrie
- {\displaystyle [X,[Y,Z]]+[Z,[X,Y]]+[Y,[Z,X]]=0.\,} To je Jacobiho identita.
- {\displaystyle [rX+Y,Z]=r[X,Z]+[Y,Z],} pro každé {\displaystyle r\in \mathbb {R} } To je linearita
- {\displaystyle [X,fY]=f[X,Y]+X[f]Y,}